# José Giovanni

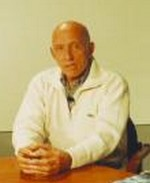
José Giovanni (2001)

José Giovanni, eigentlich Joseph Damiani, (* 22. Juni 1923 in Paris; † 24. April 2004 in Lausanne) war ein französisch-schweizerischer Schriftsteller und Filmregisseur korsischer Herkunft. Seit 1986 war er Schweizer Staatsbürger.
Giovanni schrieb insgesamt 20 Romane, 33 Drehbücher und zwei Erinnerungsbücher und drehte 15 Filme und fünf Fernsehstücke. In seinen Filmen spielten unter anderem Jean Gabin, Alain Delon und Lino Ventura. Die Musik für etliche der Filme von José Giovanni schrieb der früh verstorbene François de Roubaix. Ähnlich wie bei Sergio Leone und Ennio Morricone hat diese Synthese zwischen Film und Musik einige Meisterwerke hervorgebracht.

## Leben

### Kriminalität und Haft
Als Jugendlicher war er als Bergführer tätig. Im Zweiten Weltkrieg war Damiani vom April bis September 1943 in der Jeunesse et Montagne, die ein Teil der Jugendbewegung des Vichy-Regimes unter Führung von Pierre Laval war. Im Februar 1944 kam Damiani nach Paris und trat dort der Partei Parti populaire français (PPF) bei. Ein Onkel Damianis, Ange Paul Damiani, genannt „Santos“, der ein Lokal unter dem Schutz der Gestapo betrieb, und ein älterer Bruder Damianis, Paul Damiani, der Mitglied der paramilitärischen Vichy-Einheit Milice war, führten ihn in die Unterwelt von Pigalle ein. Im März 1944 ging er nach Marseille, wo er Mitglied des Deutschen Schutzkorps wurde. Im August 1944 arbeitete Damiani in Lyon als Polizist im Dienst des Vichy-Regimes, wo er zwei jüdische Bürger (Joseph Gourentzeig und dessen Schwager Georges Edberg), die sich bis dahin vor der NS-Verfolgung verstecken konnten, erpresste.
Nach der Befreiung von Paris im August 1944 bildete Joseph Damiani, gemeinsam mit seinem Bruder Paul, sowie einem ehemaligen Gestapo-Mann und einem Ex-Mitglied der Milice, eine Bande, die mehrere Menschen entführte, folterte, um von ihnen Geld zu erpressen, und tötete. Den jüdischen Weinhändler Haïm Cohen töteten sie und warfen seine Leiche in die Seine, Damiani löste den Check des erpressten Geldes über 100.000 Francs bei der Barkley’s Bank unter einem Pseudonym ein. Wenige Tage später zwang die Bande Jules and Roger Peugeot, zwei Elektriker in Maisons-Alfort, einen Brief aufzusetzen, in dem sie zugaben, dass sie mit der Gestapo kollaboriert hatten, und pressten ihnen damit 125 Louis d’or ab. Sie wurden ebenfalls getötet und deren Körper in den Wäldern bei Versailles vergraben. Später wurde Damiani zu 20 Jahren Arbeitslager verurteilt und in einem weiteren Prozess für die Beteiligung an den drei Morden zum Tod verurteilt.
Das Urteil wurde 1956 durch einen Entscheid von Präsident René Coty aufgehoben.  Damiani kam im Alter von 31 Jahren nach 11½ Jahren Arbeitshaft frei.
In späteren Jahren sprach Giovanni über seine kriminelle Vergangenheit, zumal sie seinen Filmen und Büchern eine Authentizität verlieh. Er legte sich allerdings eine Vergangenheit als Kämpfer der französischen Résistance zu. Nach einem Schweizer Pressebericht im Jahr 1993 musste er allerdings unter dem Druck von Beweisen zugeben, Teil des Vichy-Regimes gewesen zu sein.

### Karriere als Schriftsteller und Filmregisseur
Nach seiner Entlassung Mitte der 1950er-Jahre begann er Werke schreiben, in denen er auch seine Erfahrungen als Krimineller einfließen ließ. Er legte sich als Autor den Namen José Giovanni zu. Bekannt wurde er erstmals 1957 durch seinen erfolgreichen Roman Le Trou über eine Gruppe Gefängnisausbrecher. Der Roman erschien im Verlag Éditions Gallimard, nachdem Albert Camus und Roger Nimier als Lektoren des Verlags das Werk empfohlen hatten. Auch Jean Genet sprach mit großem Lob über Le Trou. 1960 erschien eine Verfilmung des Romans Das Loch durch Jacques Becker.
Ab Ende der 1950er-Jahre verfasste Giovanni Drehbücher für Thriller, Kriminal- und Gangsterfilme. 1967 gab er mit dem Film Rache ist nicht nur ein Wort, in dem Alain Delon und Lino Ventura die Hauptrollen spielten, sein Debüt als Filmregisseur. Zu seinen bekanntesten Filmen zählt der Thriller Endstation Schafott (1973) ebenfalls mit Alain Delon und mit Jean Gabin, in dem er sich kritisch mit dem Thema Todesstrafe auseinandersetzt.
In der BRD sorgte sein 1976 gedrehter und 1977 ausgestrahlter Beitrag zur Krimireihe Der Alte für einen regelrechten Skandal, da der Kommissar hier den Täter mit unlauteren Mitteln überführt. Polizeigewerkschaften protestierten, das ZDF musste sich rechtfertigen. Das Schweizer Fernsehen und der Österreichische Rundfunk zeigten die Folge gar nicht, auch im ZDF blieb sie daraufhin länger gesperrt und wurde bei Wiederholungen ausgelassen. Erst als die Reihe 2003 auf 3sat wiederholt wurde, war die Folge erstmals wieder zu sehen. Giovanni sollte noch einen zweiten Beitrag zur Krimiserie liefern, der dann aber aufgrund der Polizeiproteste bei Der Alte schlägt zweimal zu nicht zustande kam.
1995 veröffentlichte er den autobiographischen Roman Il avait dans le cœur des jardins introuvables, den er seinem Vater widmete und den er 2001 mit Bruno Cremer in der Hauptrolle unter dem Titel Mon père, il m’a sauvé la vie verfilmt hat.
Giovanni engagierte sich in der Gefängnisarbeit und der Bekämpfung der Jugendkriminalität. Seine Bücher und seine Filme sind geprägt von einer affirmativen Haltung zu Gewalt, auch zu Polizeigewalt (wie z. B. in Der Kommissar und sein Lockvogel). Damiani stand politisch bis zu seinem Tod rechts.

## Romane
- 1957: Le Trou
- 1958: Le Deuxième Souffle
- 1958: Classe tous risque
- 1958: L’Excommunié
- 1959: Histoire de fou
- 1960: Les aventuriers
- 1962: Le Haut-Fer
- 1964: Ho!
- 1969: Meurtre au sommet n°866
- 1969: Le Ruffian
- 1977: Mon ami le traître
- 1978: Le Musher
- 1982: Les Loups entre eux
- 1984: Un vengeur est passé
- 1985: Le Tueur de dimanche
- 1987: Tu boufferas ta cocarde
- 1995: Il avait dans le cœur des jardins introuvables
- 1997: La Mort du poisson rouge
- 1998: Le Prince sans étoile
- 1999: Chemins fauves
- 2001: Les Gosses d’abord
- 2003: Comme un vol de vautours
- 2004: Le pardon du grand Nord

## Autobiografische Schriften
- Joseph Damiani: Huit Mois, face à la tombe. 1952. Facsimile Volltext; Musée Criminocorpus (Humanités numériques et histoire de la justice).
- Mes grandes gueules – Memoirs. Fayard, Paris, 2002.

## Filmographie

### Regie
- 1967: Rache ist nicht nur ein Wort (La loi du survivant)
- 1968: Im Dreck verreckt (auch: Fremder, wohin gehst du?) (Le Rapace)
- 1970: Der Kommissar und sein Lockvogel (Dernier domicile connu)
- 1970: Wild C.A.T.S. (Un aller simple)
- 1971: Was ist mit Tom geschehen? (Où est passé Tom?)
- 1972: Der Mann aus Marseille (La Scoumoune)
- 1973: Endstation Schafott (Deux hommes dans la ville)
- 1975: Der Zigeuner (Le Gitan)
- 1976: Wie ein Bumerang (Comme un boomerang)
- 1977: Der Alte: Der Alte schlägt zweimal zu (Fernsehserie)
- 1979: Der Weg ins Paradies (Les égouts de paradis)
- 1980: Eine schwarze Robe für den Mörder (auch: Verdammt zum Schafott) (Une robe noire pour un tueur)
- 1983: Der Rammbock (Le Ruffian)
- 1984: Der Weekend-Killer (Le tueur de Dimanche) (Fernsehfilm)
- 1985: Unter Wölfen (Les Loups entre eux)
- 1987: Die Wölfin (auch: Der Kampf einer Mutter) (La Louve, auch: La peche aux anges) (Fernsehfilm)
- 1988: Mein Freund, der Verräter (Mon ami le traitre)
- 1991: L’Irlandaise (Fernsehfilm)
- 1996: Crime à l’altimètre (Fernsehfilm)
- 2000: Mein Vater (Mon père, il m’a sauvé la vie)

### Drehbücher für Filme anderer Regisseure
- 1959 – Der Panther wird gehetzt (Classe tous risques) – Regie: Claude Sautet
- 1961 – Rififi in Tokio (Rififi à Tokyo) – Regie: Jacques Deray
- 1961 – Sie nannten ihn Rocca (Un nommé la Rocca) – Regie: Jean Becker
- 1961 – Mädchen im Schaufenster (La ragazza in vetrina) – Regie: Luciano Emmer
- 1963 – Sieben Tote hat die Woche (Symphonie pour un massacre) – Regie: Jacques Deray
- 1965 – Die großen Schnauzen (Les grandes gueules) – Regie: Robert Enrico
- 1966 – Der große Coup von Casablanca (L’Homme de Marrakech) – Regie: Jacques Deray
- 1966 – Die Haut des Anderen (Avec la peau des autres) – Regie: Jacques Deray
- 1966 – Der zweite Atem (Le deuxieme souffle) – Regie: Jean-Pierre Melville
- 1969 – Der Clan der Sizilianer (Le clan des Siciliens) – Regie: Henri Verneuil

### Literarische Vorlagen
- 1960 – Das Loch (Le Trou) – Regie: Jacques Becker
- 1965 – Die großen Schnauzen (Les grandes gueules) – Regie: Robert Enrico
- 1966 – Die Abenteurer (Les Aventuriers) – Regie: Robert Enrico
- 1968 – Ho! Die Nummer eins bin ich (Ho!) – Regie: Robert Enrico